# 奧阿西斯 (加利福尼亞州莫諾縣)
奧阿西斯（英語：Oasis）是位於美國加利福尼亞州莫諾縣的一個非建制地區。該地的面積和人口皆未知。

## 地理
奧阿西斯的座標為37°29′16″N 117°54′16″W / 37.48778°N 117.90444°W，而該地的平均海拔高度為2167米（即7109英尺）。